# Neoctantes niger
El batará arbustero (Neoctantes niger), también denominado hormiguero cuchillo (en Colombia), arbustero negro (en Ecuador y Perú) u hormiguero negro, es una especie de ave paseriforme de la familia Thamnophilidae, la única perteneciente al género monotípico Neoctantes. Es nativo de la región amazónica en América del Sur. 

## Distribución y hábitat
Se distribuye por el extremo centro sur y este de Colombia (Putumayo, Vaupés, norte de Amazonas), este de Ecuador, norte y sureste de Perú (norte de Amazonas, Loreto, Cuzco, Madre de Dios) y en el occidente de la Amazonia brasileña (extremos noroeste y suroeste del estado de Amazonas, oeste de Acre; hay también registros aislados en la margen oeste del río Madeira y  en el oeste de Pará).
Esta especie es considerada rara y aparentemente local en su hábitat natural: el sotobosque de selvas húmedas, principalmente en los bordes y alrededor de árboles caídos, mayormente debajo de los 600 m de altitud. Prefiere bosques de várzea e también de terra firme o bosques pantanosos dominados por heliconias.

## Descripción

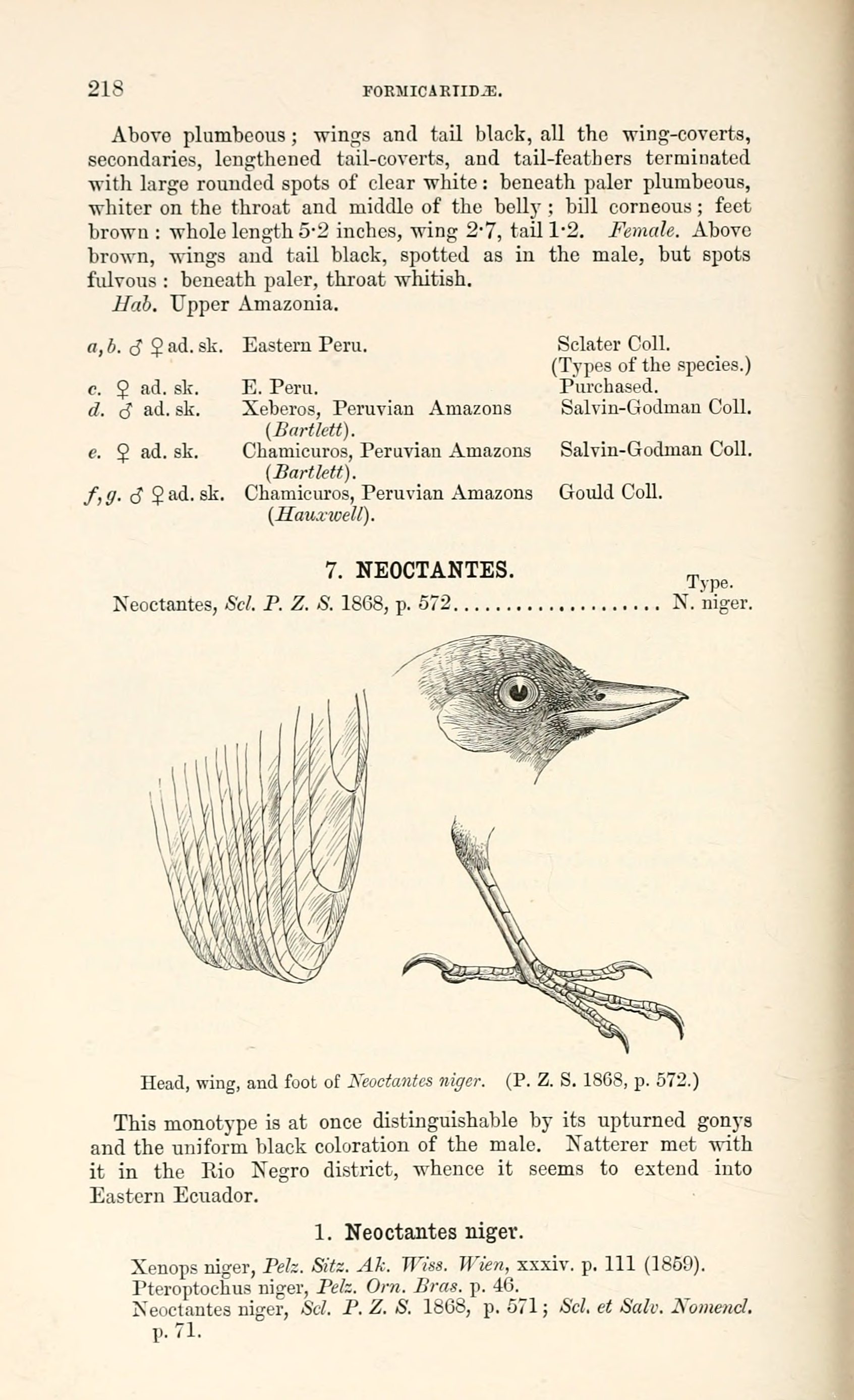
Neoctantes niger, descripción y detalles del pico, pata y ala, por P.L. Sclater, para Catalogue of the birds in the British Museum (Vol. 15), 1890.

Mide 16 cm de longitud y pesa entre 29 y 32 g. El pico es gris azulado, con la mandíbula inferior curvada para arriba, como un cincel. El macho es color negro profundo, con una gran mancha dorsal blanca semi-oculta. La hembra es como el macho, pero el color negro más ceniciento y con un amplio escudo pectoral rufo canela y con la misma mancha dorsal.

## Comportamiento
Esta especie es muy furtiva y difícil de ver, en parte debido a su preferencia por hábitats de vegetación densa. Es encontrado en parejas, forrajeando cerca del suelo (a veces en él), hasta una altura de 10 m y raramente se asocia con bandadas mixtas, apenas dentro de los límites de su territorio. Debido a su naturaleza furtiva, esta especie puede ser fácilmente ignorada y tal vez persista en cantidades mayores que aquellas sugeridas por las investigaciones de población.

### Alimentación
Busca su alimento martillando la madera muerta o blanda y después empleando el pico como una cuña para abrir una abertura en el substrato, exponiendo pequeñas presas, como artrópodos.

### Vocalización
El canto, característico, es una larga y continuada serie de notas bastante rápidas «uerk» que pueden continuar durante un minuto o más.

## Sistemática

### Descripción original
La especie N. niger fue descrita por primera vez por el ornitólogo austríaco August von Pelzeln en 1859 bajo el nombre científico Xenops niger; la localidad tipo es: «Marabitanas, Amazonas, Brasil».
El género Neoctantes fue descrito por el ornitólogo británico Philip Lutley Sclater en 1869.

### Etimología
El nombre genérico «Neoctantes» se compone de las palabras del griego «neos» que significa ‘nuevo’, ‘extraño’ y «ktantēs» que significa ‘asesino’, ‘matador’; y el nombre de la especie «niger», en latín significa ‘negro’.

### Taxonomía
Las relaciones taxonómicas de esta especie son inciertas. Es monotípica.